# Kameno (Czarnogóra)
Kameno (cyr. Камено) – wieś w Czarnogórze, w gminie Herceg Novi. W 2011 roku liczyła 127 mieszkańców.